# Julius Adolph Stöckhardt

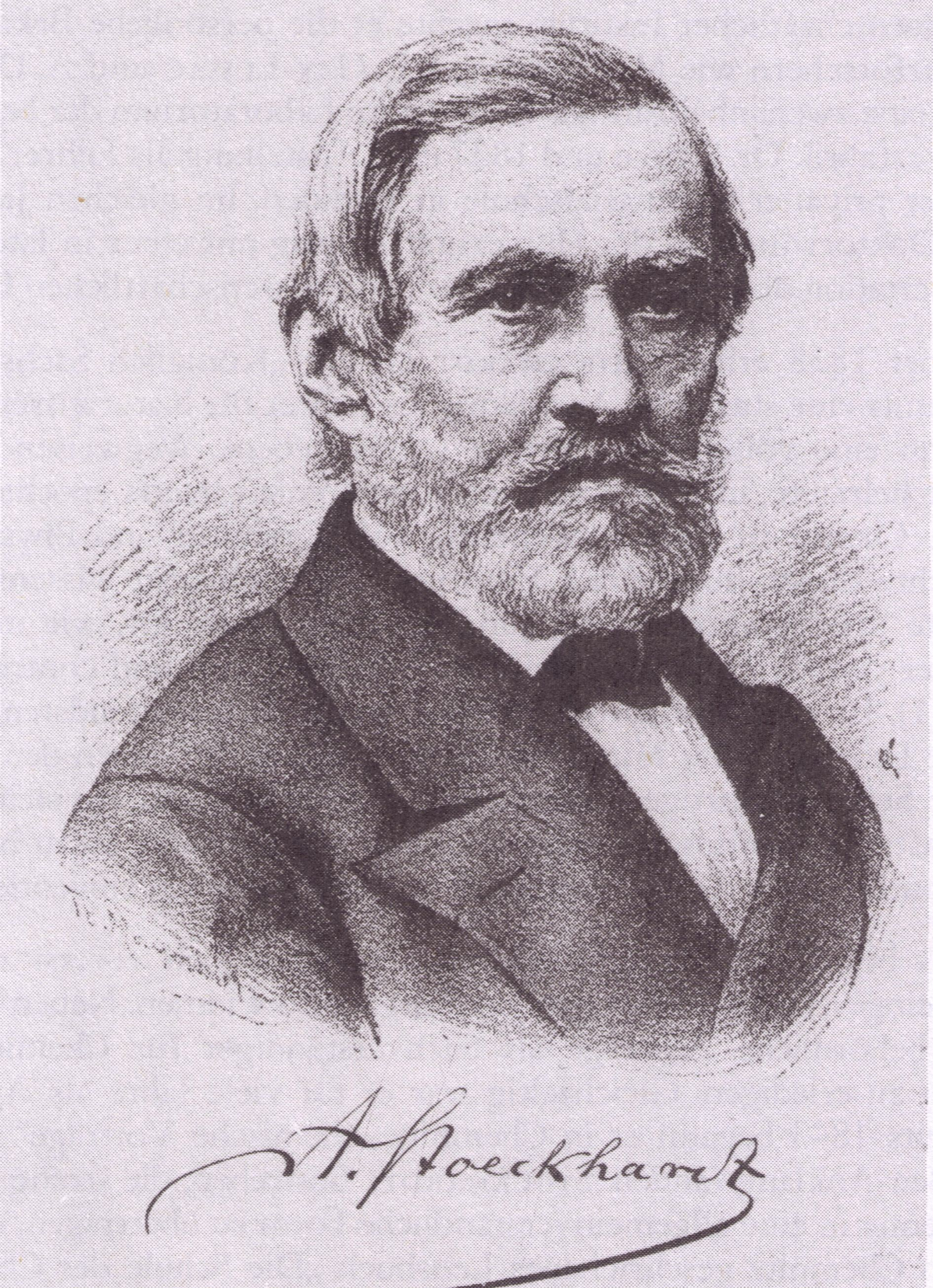
Julius Adolph Stöckhardt

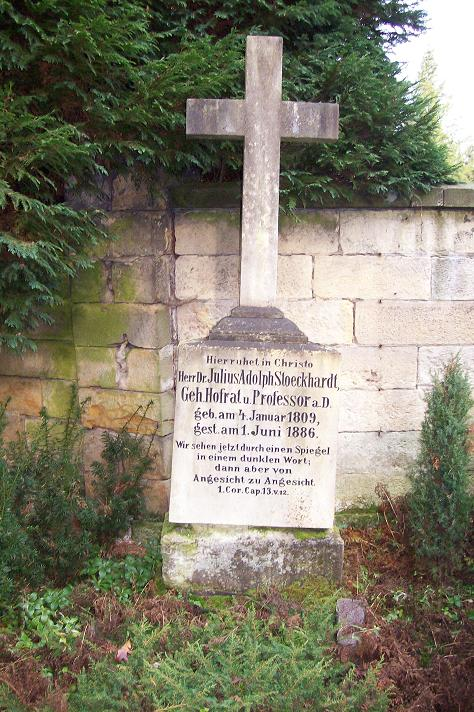
Grabmal auf dem Friedhof in Tharandt

Julius Adolph Stöckhardt (auch Stoeckhardt, * 4. Januar 1809 in Röhrsdorf bei Meißen; † 1. Juni 1886 in Tharandt) war ein deutscher Agrikulturchemiker.

## Leben und Wirken

### Lehrzeit und Studium
Der Sohn eines Pfarrers aus der Gelehrtenfamilie Stöckhardt absolvierte von 1824 bis 1828 eine Ausbildung als Apotheker-Gehilfe in Liebenwerda und studierte dann Pharmazie und Naturwissenschaften an der Friedrich-Wilhelms-Universität Berlin. 1833 bestand  er die chemisch-pharmazeutische Staatsprüfung und wurde zum „Apotheker erster Klasse in Preußen“ ernannt.  Anschließend unternahm er mehrere Studienreisen durch deutsche und westeuropäische Länder und machte dabei die Bekanntschaft berühmter Chemiker. Ab 1835 arbeitet er im Laboratorium der Mineralwasserfabrik von Friedrich Adolph August Struve in Dresden. 1837 erwarb er die Doktorwürde an der Philosophischen Fakultät der Universität Leipzig mit einer in lateinischer Sprache abgefassten Dissertation über die Methoden des naturwissenschaftlichen Unterrichts.

### Gewerbelehrer in Chemnitz
Nach seinem Austritt aus der Blochmannschen Erziehungsanstalt in Dresden erhielt Stöckhardt Mitte 1838 eine Stelle als Lehrer für Naturwissenschaften an der Königlichen Gewerbeschule in Chemnitz. Hier wurde sein weiterer Lebensweg geprägt durch das 1840 erschienene Buch Justus von Liebigs Die organische Chemie in ihrer Anwendung auf Agricultur und Physiologie. Stöckhardt erkannte, dass die von Liebig propagierte Lehre von der Mineralstoffernährung der Pflanzen den Landbau nachhaltig verändern würde. Fortan betrachtete er es deshalb als seine Lebensaufgabe, den Landwirten naturwissenschaftliche Forschungsergebnisse nahezubringen und sie dafür zu begeistern, dass sie vor allem die neuen Erkenntnisse der Agrikulturchemie in ihren Betrieben anwenden.
Neben seiner Schultätigkeit begann Stöckhardt 1843 in Chemnitz „chemische Vorträge“ für Landwirte zu halten, die großen Anklang fanden. Sein Bestreben, die streng wissenschaftliche Sprache der Chemie in eine allgemeinverständliche Form zu übertragen, dokumentierte er beispielhaft mit einem 1846 erschienenen Lehrbuch unter dem Titel Schule der Chemie. Mit diesem Werk hat er getreu seinem im Vorwort des Buches besonders herausgestellten Leitsatz „Die Chemie ist, abgesehen von ihrer Nützlichkeit, die niemand bestreiten wird, eine schöne Wissenschaft“, zahlreiche Naturwissenschaftler für die Chemie begeistert, darunter die späteren Nobelpreisträger Emil Fischer, Wilhelm Ostwald und Otto Hahn. Stöckhardts Schule der Chemie gehörte zu den erfolgreichsten Lehrbüchern der Chemie seiner Zeit; es erlebte zwanzig Auflagen und wurde in mehrere Sprachen übersetzt.

### Professor für Agrikulturchemie

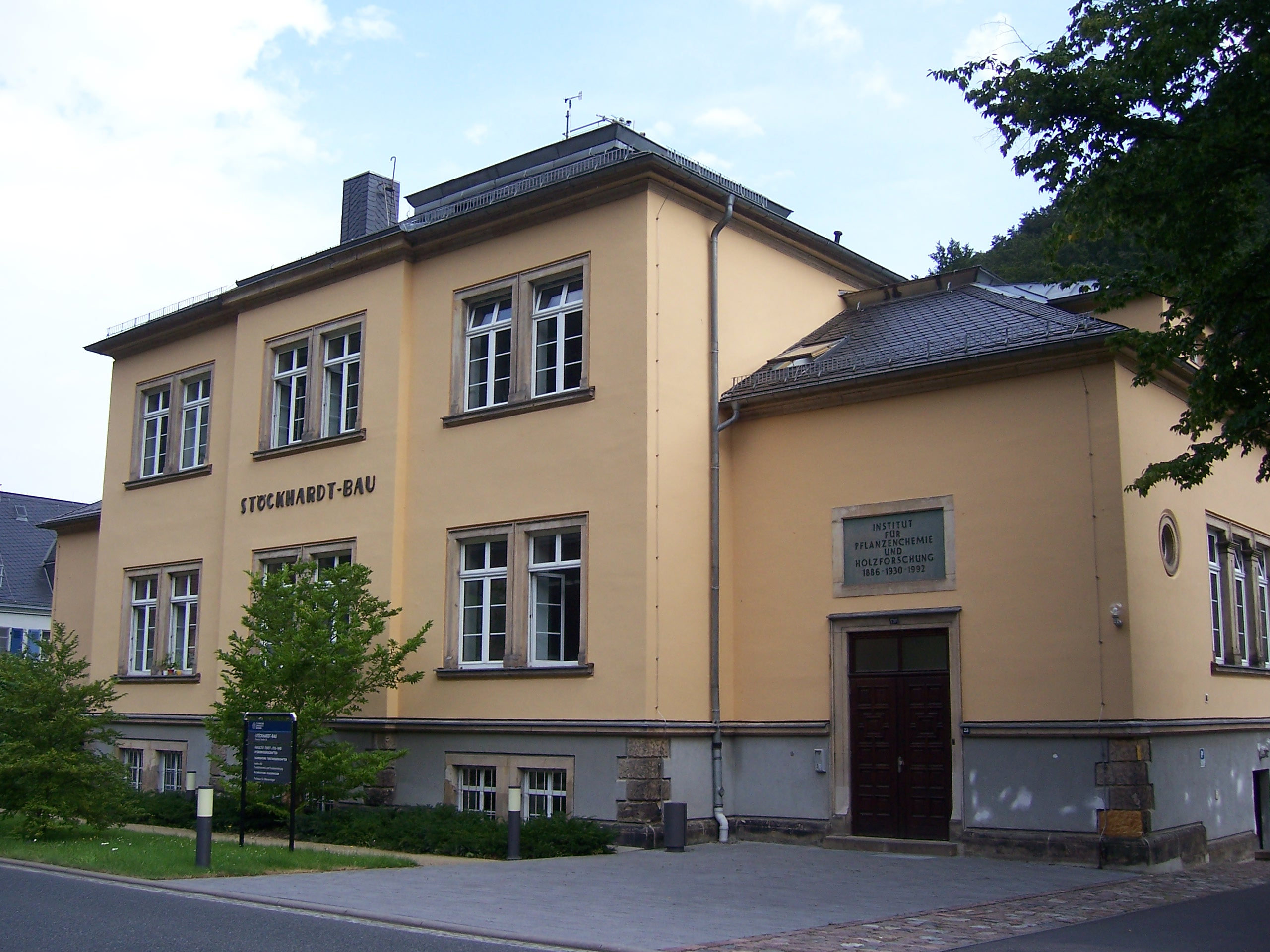
Stöckhardt-Bau in Tharandt

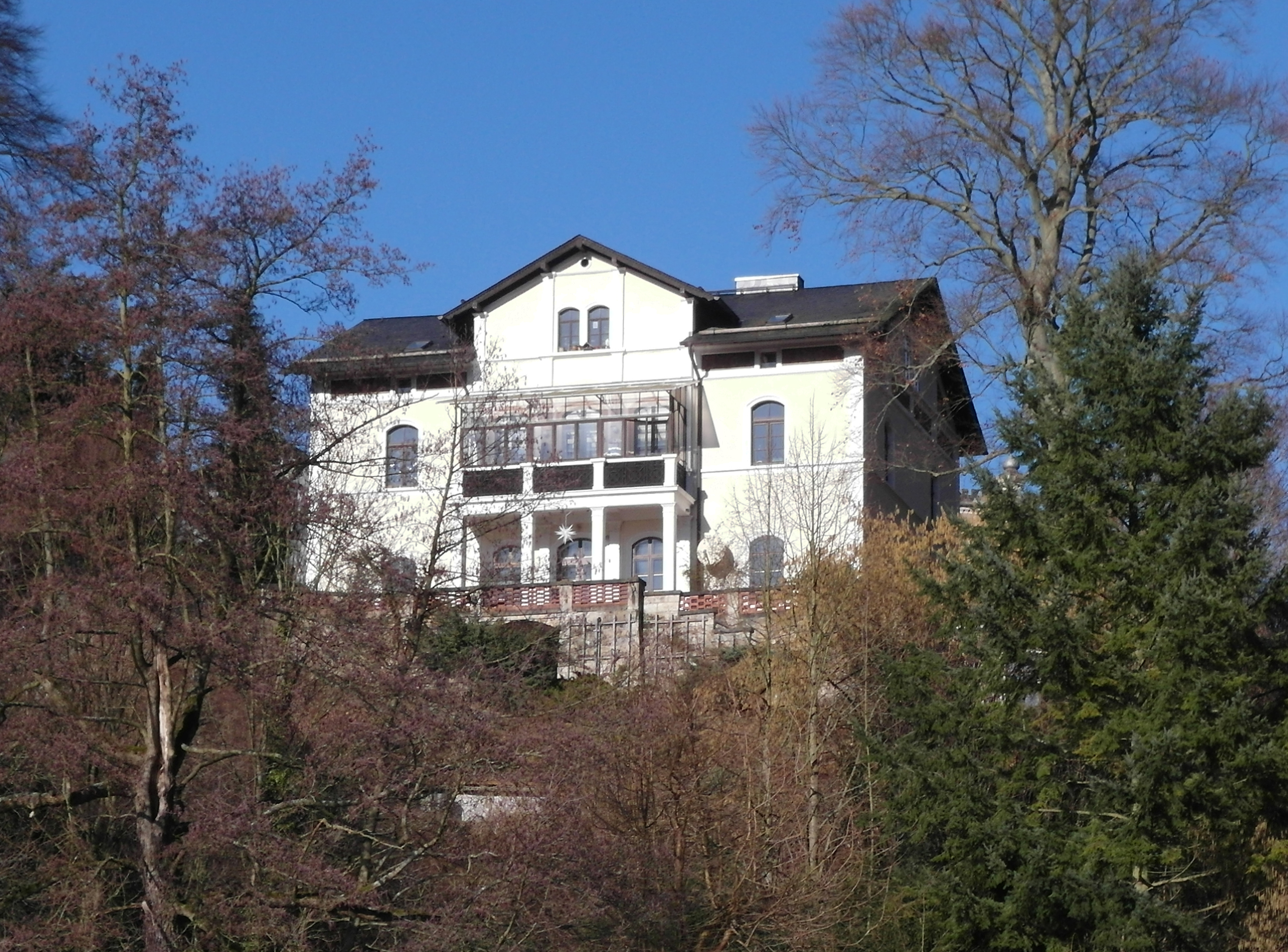
Klassizistisches Wohnhaus "Stöckhardt-Villa", Heinrich-Cotta Str. 19 in Tharandt

1847 folgte Stöckhardt einem Ruf an die von Heinrich Cotta gegründete Akademie für Forst- und Landwirte zu Tharandt. Er übernahm als Professor den neu eingerichteten Lehrstuhl für Agrikulturchemie und landwirtschaftliche Technologie. 36 Jahre lang, bis er 1883 in den Ruhestand versetzt wurde, war er dort tätig. Mit seinem Dienstantritt richtete er ein agrikulturchemisches Laboratorium ein, das erste seiner Art in Sachsen. Innerhalb weniger Jahre entwickelte sich dieses Laboratorium, dem ein Versuchsfeld zugeordnet war, zu einer bedeutenden Forschungs- und Ausbildungsstätte. Als Assistenten haben hier u. a. Hermann Hellriegel und Julius Sachs gearbeitet und nachwirkende Anregungen für ihre späteren Tätigkeiten erhalten. Friedrich Nobbe holte er nach Tharandt.
Stöckhardts Laboratorium war von Anfang an zugleich eine landwirtschaftliche Versuchsstation. Sächsische Landwirte konnten hier unentgeltlich Bodenproben, Dünge- und Futtermittel untersuchen lassen und sich „agrikulturchemische Ratschläge“ einholen. Stöckhardt warb mit Nachdruck dafür, in allen Teilen Deutschlands solche Versuchsstationen einzurichten. Nachdem durch seine Bemühungen 1851 die erste große Versuchsstation in Möckern bei Leipzig unter Emil von Wolff gegründet worden war, setzte er sich besonders auf den „Versammlungen deutscher Land- und Forstwirte“ für den Bau weiterer Versuchsstationen ein. Mit sichtbarem Erfolg: 1877 gab es allein in den deutschen Ländern 59 landwirtschaftliche Versuchsstationen. Stöckhardt war der geistige Wegbereiter für diese Entwicklung.
In seiner Tätigkeit als Gutachter im Rahmen der Hüttenrauchauseinandersetzungen um die sächsischen Metallhütten in Freiberg führte er 1849 zum ersten Mal den direkten Schadensnachweis für Schwefeldioxid. In Beräucherungsversuchen an Forstpflanzen in den 1860er Jahren konnte er aufzeigen, dass Schweflige Säure selbst in einer Verdünnung von 1 zu 1 Mio. langfristig zu Schaden führen könne. Damit war Stöckhardt nicht nur einer der Begründer der chemischen Umweltanalytik, sondern konnte erstmals auch die Bedeutung von chronischen Umweltschäden belegen.

### „Der chemische Feldprediger“
Wie kein anderer Landbauwissenschaftler seiner Zeit hat Stöckhardt die Erkenntnisse der Agrikulturchemie den Landwirten durch anschauliche Vorträge und populärwissenschaftliche Veröffentlichungen nahegebracht. Über 500 Vorträge in allen Teilen Deutschlands hat er gehalten und über 500 Beiträge in Zeitschriften publiziert. Die Landwirte nannten seine Vorträge „chemische Feldpredigten“ und ihn selbst bezeichneten sie als „chemischen Feldprediger“. Als Stöckhardt einige seiner Vorträge 1851 erstmals in einem Buch veröffentlichte, wählte er dafür den Titel Chemische Feldpredigten für deutsche Landwirthe. Dieses mehrmals aufgelegte Werk vermittelt einen umfassenden Überblick über die in der deutschen Landwirtschaft um 1850 angewandten Düngemittel.

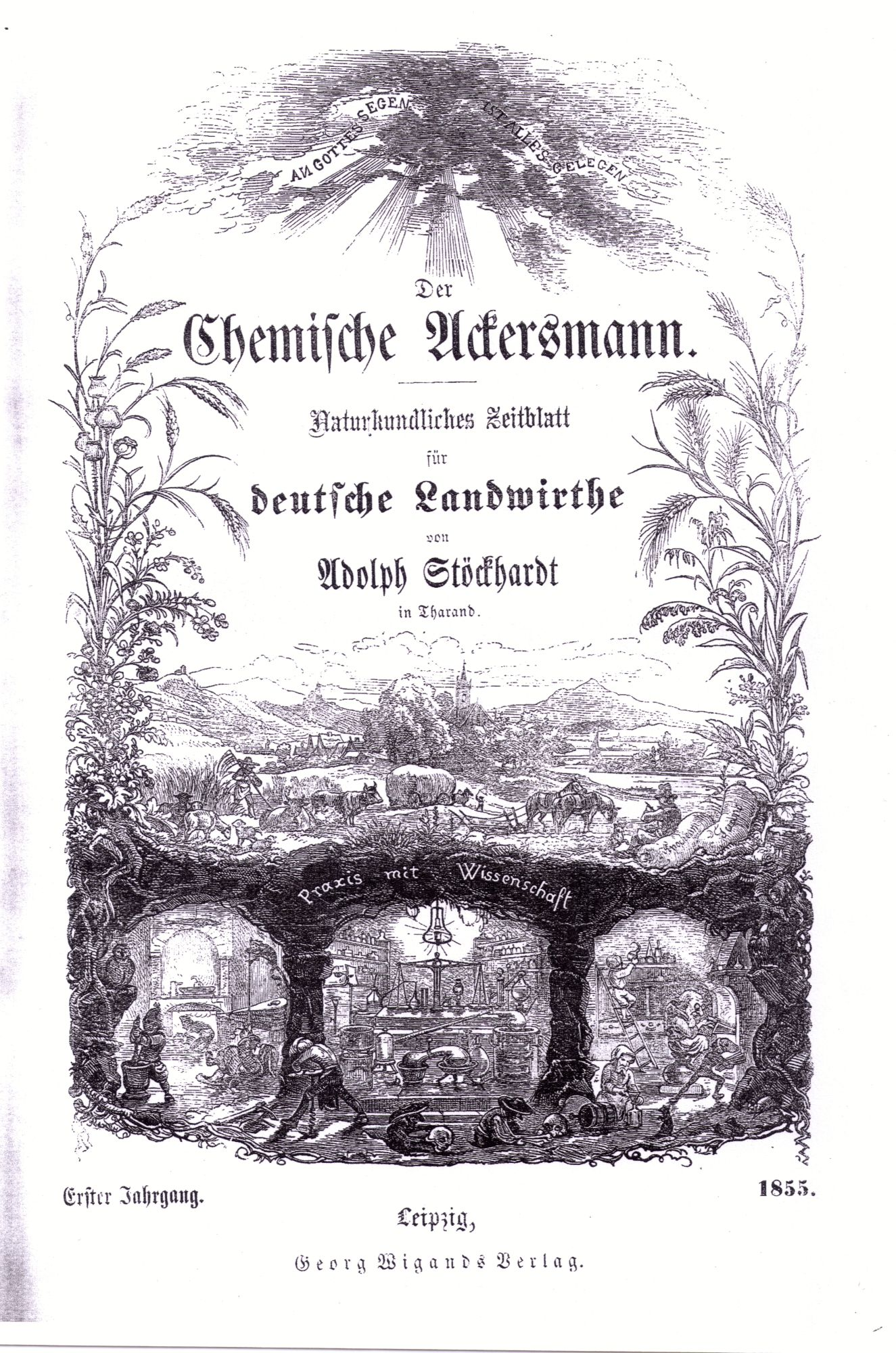
Titelblatt der ersten Ausgabe der Zeitschrift Der Chemische Ackersmann, 1855

Zahlreiche Beiträge publizierte Stöckhardt in der Zeitschrift für deutsche Landwirthe, die er von 1850 bis 1854 gemeinsam mit Hugo Schober herausgegeben hat. 1855 gründete Stöckhardt die Vierteljahreszeitschrift Der Chemische Ackersmann. Dieses Journal mit dem auf jedem Titelblatt vorangestellten Leitspruch „Praxis mit Wissenschaft“ hat er weitgehend selbst gestaltet. Die meisten Beiträge ohne Verfasserangabe entstammen seiner Feder. Im ersten Heft (Jg. 1, 1855) hat er unter dem Titel Agriculturchemischer Gruß an die deutschen Landwirthe sein berühmtes Gedicht über den Pflug abgedruckt. Bis 1875 hat Stöckhardt 21 Bände herausgegeben, die eindrucksvoll beweisen, wie er in allgemeinverständlicher Sprache, mit viel Humor und mit tiefbeeindruckender Anschaulichkeit naturwissenschaftliche Erkenntnisse für die landwirtschaftliche Praxis aufbereitete.

### Hofrat, Abgeordneter und Mitglied der Leopoldina
Stöckhardt war Träger hoher Orden und Ehrenmitglied vieler landwirtschaftlicher Vereine. Ab 1854 war er Hofrat und 1877 wurde er mit dem Titel Geheimer Hofrat ausgezeichnet.
Als stellvertretender Abgeordneter des 8. städtischen Wahlkreises war er 1857 bis 1859 Mitglied der II. Kammer des Sächsischen Landtags.
Im Jahr 1866 wurde er zum Mitglied der Leopoldina gewählt.

## Andenken

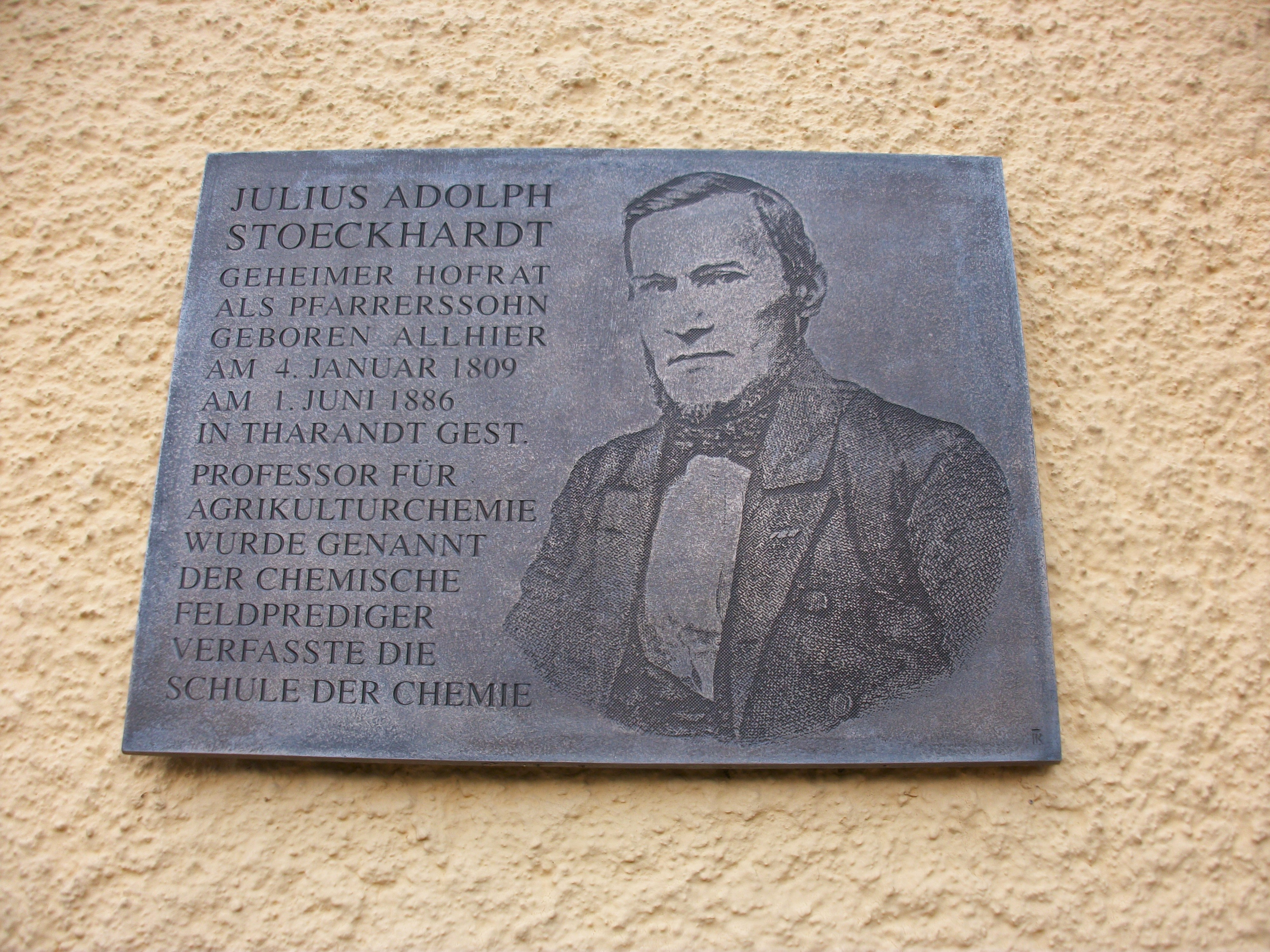
St. Bartholomäuskirche Röhrsdorf, Gedenktafel Stöckhardt

An Julius Adolph Stöckhardt sind verschiedene Gebäude, Straßen, Einrichtungen und Preise benannt:
- Stöckhardt-Bau des Instituts für Pflanzen- und Holzchemie Tharandt der TU Dresden
- Stoeckhardtstraße im Hamburger Stadtteil Hamm
- ein Chemieclub und Chemiewettbewerb am Institut für Chemie der TU Chemnitz[3]
- ein Preis zur Förderung innovativer Experimente im Chemieunterricht, ausgelobt von der Zeitschrift Chemie in unserer Zeit und dem Chemieunternehmen Merck.[4]

## Wichtigste Bücher und Schriften
- Ueber die Zusammensetzung, Erkennung und Benutzung der Farben im Allgemeinen und der Giftfarben insbesondere, wie über die Vorsichtsmaßregeln bei Gebrauch der letzteren. Leipzig 1844. (Digitalisat)
- Schule der Chemie oder erster Unterricht in der Chemie, versinnlicht durch einfache Versuche. Zum Schulgebrauch und zur Selbstbelehrung, insbesondere für angehende Apotheker, Landwirte, Gewerbetreibende etc. Braunschweig 1846, 19. Aufl. ebd., 1881, 22. Aufl. ebd. 1920.
- Guanobüchlein. Eine Belehrung für den deutschen Landwirth über die Wirkung, Bestandtheile, Prüfung und Anwendung dieses wichtigen Düngemittels. Leipzig 1851, 4. Aufl. 1856.
- Chemische Feldpredigten für deutsche Landwirthe. Tl. 1 u. 2, Leipzig 1851 u. 1853; 2. Aufl. ebd. 1853 u.1855;  3. Aufl. (in einem Band) ebd. 1854; 4. Aufl. ebd. 1857.
- Der Chemische Ackersmann. Naturkundliches Zeitblatt für deutsche Landwirthe. Georg Wiegands Verlag Leipzig Jg. 1–21, 1855–1875.
- Untersuchungen über die schädliche Einwirkung des Hütten- und Steinkohlenrauches auf das Wachsthum der Pflanzen, insbesondere der Fichte und Tann. In: Tharander Forstliches Jahrbuch, 21. Jg. (1871), S. 218–254.